# Doubí (Čtveřín)
Doubí (německy Doubi) je vesnice, část obce Čtveřín v okrese Liberec. Nachází se asi jeden kilometr severně od Čtveřína. Doubí leží v katastrálním území Čtveřín o výměře 4,95 km².

## Historie
První písemná zmínka o vesnici pochází z roku 1388.

## Pamětihodnosti
- Kaple Anděla Strážce
- Památný kříž